# Eosalmo
Eosalmo es un género extinto de peces salmónidos que vivió durante la época del Eoceno. El género fue descrito por primera vez en 1977 a partir de fósiles encontrados en depósitos lacustres en el Parque Provincial Driftwood Canyon, cerca de la localidad Smithers, en Columbia Británica, Canadá.
Se han encontrado fósiles de este género en Princeton y en McAbee Fossil Beds en Columbia Británica, y en Republic (Washington), Estados Unidos. En la descripción original del género se pensó que era una forma intermedia entre las actuales subfamilias de salmónidos Salmoninae (truchas y salmones) y Thymallinae (tímalos). Revisiones posteriores de este género han situado a Eosalmo como el miembro más primitivo de la subfamilia Salmoninae. Los fósiles hallados en el Parque Provincial Driftwood Canyon presentan un amplio espectro de individuos desde juveniles hasta adultos. Esto indica que Eosalmo sería un habitante de agua dulce, sin pasar ninguna época de su vida en agua salada.

## Fisiología
Varios rasgos únicos hallados en Eosalmo separan a este género de los salmónidos actuales. El subopérculo presenta un proceso anetrodorsal el cual se encuentra con el borde del subopérculo en un ángulo aproximado de 60°. También es única la placa dental basihial, la cual es ancha, plana, delgada y completamente carente de dientes en sus bordes. Los salmónidos modernos posee dientes robustos a lo largo del borde de su basihial. Esta morfología es la que llevó a pensar que Eosalmo representa un intermedio entre los Salmoninae y Thymallinae y que evolucionó a partir de un ancestro similar a los tímalos.